# マネー 〜彼女が手に入れたもの〜
『マネー 〜彼女が手に入れたもの〜』（原題: Loot）は、2022年から配信中のアメリカ合衆国のテレビドラマシリーズ。
億万長者と離婚し大富豪となった女性が、自身の慈善団体で働きながら新たな生活を歩むストーリー。
シーズン1は2022年6月から8月にかけてApple TV+オリジナル作品として全世界に配信された。その後シーズン2の制作が決定され、2024年4月から6月にかけてAppleTV+で配信された。
WWDC25において、新シーズンが開始することが発表された。

## キャスト
※括弧内は日本語吹替。
メイン
- モリー・ノヴァク: マーヤ・ルドルフ（田村聖子）
- ソフィア: MJ・ロドリゲス（金田愛）
- ニコラス: ジョエル・キム・ブースター（福西勝也）
- アーサー: ナット・ファクソン（宮本充）
- ハワード: ロン・ファンチズ（近藤浩徳）
- ロンダ: ミーガン・フェイ
- エインズリー: ステファニー・スタイルズ（森永千才）

リカーリング
- ジョン・ノヴァク: アダム・スコット（前田剛）
- デイビッド・チャン: 本人
- ターニャ: アンバー・チャーデー・ロビンソン
- ジャン＝ピエール: オリヴィエ・マルティネス
- アイザック: O・T・ファグベンル
- ウィラ: ヘイリー・マグナス

ゲスト
- ショーン・エヴァンス: 本人 - シーズン1に登場
- ベンジャミン・ブラット: 本人 - シーズン2に登場

## スタッフ

### 日本語字幕版
字幕翻訳：仙野陽子

### 日本語吹替版
音声ガイド：うえだ星子、翻訳：古賀香菜子、演出：簑浦良平、製作：ブロードメディア